# Кислый эль
Кислый эль (англ. Sour Ale) — стиль пива, характеризующийся кислым и терпким вкусом.

## Типы кислых элей
Кислый эль содержит следующие подстили:

### Фландрийский красный эль (Flanders Red Ale)
Фландрийский красный бельгийский кислый эль. Приходит из Западной Фландрии, типичным примером является Rodenbach. Пиво зреет до двух лет в дубовых бочках. Часто практикуется смешивание выдержанного пива с молодым. Этот эль также известен как «бельгийский бургундский», так как похож на красное вино. Красный цвет обусловлен солодом и продолжительным старением. Фландрийский красный эль обладает богатым фруктовым вкусом и ароматом чёрной вишни, апельсинов, слив и красной смородины с нотками ванили и/или шоколада. Изготавливается из венского и мюнхенского солода и небольшого количества специального солода, содержащего до 20 % кукурузы или других зерновых культур. Обычно используется континентальный или британский хмель. В процессе брожения и достижения окончательного вкуса участвуют культуры дрожжей Saccharomyces, Lactobacillus и Brettanomyces и уксуснокислые бактерии. Содержание алкоголя 5,0-5,5 %. Примеры торговых марок: Rodenbach Klassiek, Rodenbach Grand Cru, Bellegems Bruin, Duchesse de Bourgogne, New Belgium La Folie, Petrus Oud Bruin, Southampton Publick House Flanders Red Ale, Verhaege Vichtenaar.

### Фландрийский коричневый эль (Flanders Brown Ale/Oud Bruin)
Фландрийский коричневый бельгийский кислый эль. Происходит из Восточной Фландрии, типичным примером является Liefman. Отличается длительной выдержкой, но не в дубовых бочках, и смешиванием выдержанных и молодых партий. Цвет от красновато-коричневого до коричневого. Вкус солодовый с фруктовым привкусом и нотками карамели. Аромат богатый и фруктовый с нотками изюма, чернослива, инжира, фиников, чёрной вишни и сливы. Изготавливается из пльзеньского солода и небольшого количества чёрного или поджаренного солода. Обычно используется континентальный или британский хмель. В процессе брожения и достижения окончательного вкуса участвуют культуры дрожжей Saccharomyces, Lactobacillus и уксуснокислые бактерии. Содержание алкоголя 4,0-8,0 %. Примеры торговых марок: Liefman’s Goudenband, Liefman’s Odnar, Liefman’s Oud Bruin, Ichtegem Old Brown.

### Чистый (несмешанный) ламбик (Straight (Unblended) Lambic)
Ламбик — бельгийский сорт эля, изготавливающийся в Брюссельском регионе путем спонтанного брожения с участием диких дрожжей, которые встречаются только там. Брожение происходит в бочках, которые использовались для выдержки вина. Это пиво из одной партии, без последующего смешивания. Обычно пьют в возрасте около 6 месяцев. Цвет от бледно-жёлтого до тёмно-золотистого. В процессе старения пиво темнеет и газируется. Молодые ламбики имеют кислый вкус, выдержанные обладают фруктовым привкусом яблок, грейпфрута и мёда. Хмелевая горечь слабая или полностью отсутствует. Имеет мягкий дубовый и/или цитрусовый аромат. Содержание алкоголя 5,0-6,5 %. Примеры торговых марок: Cantillon Grand Cru Bruocsella, Boon, De Cam, Cantillon, 3 Fonteinen, Lindemans и Girardin.

### Гёз (Gueuze, Geuze)
Гёз традиционно получают путем смешивания 1, 2 и 3-годичного ламбика. Цвет золотистый. Вкус фруктовый, с нотками мёда, ванили и дуба. Нет хмелевой горечи. Аромат мягкий, фруктовый с оттенками цитрусовых и мёда. Содержание алкоголя 5,0-8,0 %. Примеры торговых марок: Boon Oude Geuze, Boon Oude Geuze Marriage Parfait, De Cam Geuze, De Cam / Drie Fonteinen Millennium Geuze, Drie Fonteinen Oud Geuze, Cantillon Gueuze, Hanssens Geuze, Lindemans Gueuze Cuvee Rene, Girardin Gueuze (Black Label), Mort Subite (нефильтрованное) Gueuze, Oud Beersel Oude Geuze.

### Фруктовый ламбик (Fruit Lambic)
Ламбик на основе фруктов чаще всего делают, как и гёз, путём смешивания 1, 2 и 3-годичного ламбика. Плоды добавляют в середине старения, и дрожжи извлекают сахара из плодов. Плоды могут быть добавлены в некупажированый ламбик. Наиболее распространенные виды фруктового ламбика — крик (kriek, вишня), фрамбоаз (framboise, малина) и дрювенламбик (из винограда сорта мускат). Тип фрукта обычно определяет цвет ламбика. Пиво газированное. Доминирует вкус и аромат добавленных фруктов. В молодом пиве фруктовый вкус подчеркнут, в процессе выдержки ослабевает. Ощущается мягкий ванильный и/или дубовый привкус. Хмелевая горечь отсутствует. Плодовый ламбик не подходит для длительной выдержки. Содержание алкоголя 5,0-7,0 %. Примеры торговых марок: Boon Framboise Marriage Parfait, Boon Kriek Marriage Parfait, Boon Oude Kriek, Cantillon Fou Fonne (кайсия), Cantillon Kriek, Cantillon Lou Pepe Kriek, Cantillon Lou Pepe Framboise, Cantillon Rose de Gambrinus, Cantillon St. Lamvinus (мерло), Cantillon Vigneronne (мускат), De Cam Oude Kriek, Drie Fonteinen Kriek, Girardin Kriek, Hanssens Oude Kriek, Oud Beersel Kriek.

### Фаро (Faro)
В прошлом фаро — подслащенное пиво с низким содержанием алкоголя, изготовленное из смеси ламбика и большого количества светлого свежесваренного пива (так называемого meertsbier, которое не обязательно было ламбиком), к которому добавляли коричневый сахар (иногда карамельный, патока или травы). Добавление сахара перед подачей на стол не позволяло пиву бродить дальше. Использование светлого пива (или даже воды), а также нестандартный ламбик в общей сложности приводило к получению дешёвого, легкого и сладкого пива для повседневного употребления. Современные сорта пива фаро до сих пор характеризуется использованием коричневого сахара и Lambic (но не обязательно светлого), но meertsbier уже не используется, поэтому оно больше не рассматривается как дешёвое или только светлое пиво. Современный фару в бутылках подслащают и пастеризуют, чтобы предотвратить повторное брожение. Содержание алкоголя: 4,0-5,5 %. Примеры торговых марок: Cantillon, Boon, Lindemans, Mort Subite.

### Берлинер Вайссе (Berliner Weiße)
Берлинер Вайссе, или «берлинское белое пиво», является традиционным немецким региональным пивом, которое производится только в Берлине, Германия. Это кислый, терпкий, фруктовый и освежающий пшеничный эль. В производстве используется примерно 25-30 % светлого пшеничного солода, остальная часть — ячменный солод: тёмное в прошлом и светлый пилзенский в настоящее время. В результате получается пиво светлого цвета, от соломенного до тёмно-жёлтого цвета. Прозрачность — от прозрачного до мутного. При разливе образует обильную плотную белую пену. Содержание алкоголя: 2,8-3,6 %. Примеры торговых марок: Schultheiss Berliner Weisse, Berliner Kindl Weisse, 1809 Berliner Style Weisse и Freigeist Abraxxxas.

### Лейпцигер Гозе (Leipziger Gose)
Традиционное немецкое региональное пиво с более чем 1000-летней историей, которое производится только в регионе Лейпциг, Германия. Представляет собой кислый эль из пшеничного и ячменного солода с кориандром и хмелем. Характеризуется мягким, пряным ароматом кориандра. Вкус немного кисловатый, со сложными нотками банана, зелёного яблока, кураги и кориандра. Цвет варьируется от тёмно-бледного до светло-жёлтого. Содержание алкоголя: 4,0-5,0 %. Bayerischer Bahnhof Original Leipziger Gose, Döllnitzer Ritterguts Gose, Altenauer Gose, Braustelle Kölner Gose и Goslarer Gose Dunkel.